# Partysaurus Rex
Partysaurus Rex of voluit Toy Story Toons: Partysaurus Rex is een  Amerikaanse korte film geregisseerd door Mark A. Walsh. Het duurt bijna 7 minuten inclusief aftiteling. De film verscheen voor het eerst op 14 september 2012 samen met de 3D-première van Finding Nemo. De korte film is gebaseerd op Toy Story en is de derde korte film in een serie van korte films genaamd Toy Story Toons. Het werd voorafgegaan door de korte films Hawaiian Vacation en Small Fry die beide in 2011 verschenen. De korte film speelt zich af na de gebeurtenissen in Toy Story 3. Het speelgoed van Andy woont nu bij het meisje Bonnie.

## Verhaal
Het speelgoed vermaakt zich in Bonnie's kamer met zeepbellen te blazen, maar Rex maakt ze kapot omdat hij geen rommel in haar kamer wil maken. Het andere speelgoed vindt dat Rex hun plezier bederft. Plotseling horen ze Bonnie aankomen en verstoppen ze zich behalve Rex. Bonnie wil speelgoed om mee in bad te spelen en ze neemt Rex. Rex vindt het leuk om met de speeltjes in de badkuip te spelen, maar Bonnie's moeder draait de kraan toe en neemt Bonnie mee. Wanneer ze alleen zijn, willen alle speeltjes dat de pret blijft duren. Helaas kunnen ze alleen bewegen op water en hebben geen van hen armen om de kraan open of toe te draaien. Rex vindt het helemaal geen goed idee, maar dan herinnert hij zich hoe het andere speelgoed hem uitlachte omdat hij geen plezier kon beleven. Dus gebruikt hij zijn armen om de kraan open te draaien en begint een feestje met de badspeeltjes. 
Vervolgens gooit Rex er schuim in en blokkeert hij de afvoer met de spons waardoor het feestje steeds heviger wordt. Plotseling lijkt het erop dat het bad gaat overstromen, dus probeert hij tevergeefs de kraan toe te draaien. Aan de badkamerdeur komen Woody, Buzz en het andere speelgoed kijken hoe het met Rex gaat wanneer plotseling de deur openspringt en er een grote hoeveelheid water naar buiten stroomt. Op het einde zien we Bonnie's moeder de loodgieter betalen en Rex die geniet van zijn nieuw verworven roem als Partysaurus Rex. De speeltjes van het buitenzwembad hebben er ook van gehoord waarna Rex met hun ook gaat feesten.

## Rolverdeling
| Personage                             | Taal                      | Taal                  | Taal |
| Personage                             | Originele versie          | Nederlandse versie    |      |
| ------------------------------------- | ------------------------- | --------------------- | ---- |
| Rex, de dinosaurus                    | Wallace Shawn             | Arjan Ederveen        |      |
| Woody                                 | Tom Hanks                 | Huub Dikstaal         |      |
| Buzz Lightyear                        | Tim Allen                 | Jan Elbertse          |      |
| Captain Suds                          | Corey Burton              | Just Meijer           |      |
| Chuck E. Duck                         | Tony Cox Donald Fullilove | Reinder van der Naalt |      |
| Bonnie Anderson                       | Emily Hahn                |                       |      |
| Mr. Potato Head/Meneer Aardappelhoofd | Don Rickles               | Ronald Van Rillaer    |      |
| Bonnie's moeder/Julia Anderson        | Lori Alan                 | Jannemien Cnossen     |      |
| Hamm het Spaarkvarken                 | John Ratzenberger         | Peter van Gucht       |      |
| Mr. Pricklepants/Meneertje Prikkels   | Timothy Dalton            | Paul Disbergen        |      |
| Drips, the Whale Faucet Cover         | Mark A. Walsh             |                       |      |
| Jessie                                | Joan Cusack               | Angelique de Bruijne  |      |
| Cuddles de krokodil                   | Sherry Lynn               |                       |      |
| Babs de octopus                       | Lori Richardson           |                       |      |

## Achtergrond

### Productie
Op 9 augustus 2012 werd het plot en de titel van de derde Toy Story Toons officieel bekendgemaakt. Dat werd deze korte film die op 14 september 2012 uitkwam samen met Finding Nemo 3D.

### Homemedia
Op 19 februari 2013 verscheen de korte film op dvd en blu-ray samen met Monster Inc. 3D. Op 19 augustus 2014 verscheen de korte film nogmaals op dvd en Blu-ray samen met de twee andere Toy Story Toons en de korte film Toy Story of Terror!.